# Лейк-Сіті (Південна Дакота)
Лейк-Сіті (англ. Lake City) — місто (англ. town) в США, в окрузі Маршалл штату Південна Дакота. Населення — 45 осіб (2020).

## Географія
Лейк-Сіті розташований за координатами 45°43′29″ пн. ш. 97°24′50″ зх. д. / 45.72472° пн. ш. 97.41389° зх. д. (45.724753, -97.414023).  За даними Бюро перепису населення США в 2010 році місто мало площу 0,59 км², з яких 0,57 км² — суходіл та 0,02 км² — водойми.

## Демографія
Згідно з переписом 2010 року, у місті мешкала 51 особа в 19 домогосподарствах у складі 15 родин. Густота населення становила 87 осіб/км².  Було 29 помешкань (49/км²).
Расовий склад населення:
| - 82,4 % — білих - 9,8 % — азіатів - 7,8 % — корінних американців |

До двох чи більше рас належало 0,0 %. Частка іспаномовних становила 0,0 % від усіх жителів.
За віковим діапазоном населення розподілялося таким чином: 23,5 % — особи молодші 18 років, 64,7 % — особи у віці 18—64 років, 11,8 % — особи у віці 65 років та старші. Медіана віку мешканця становила 48,2 року. На 100 осіб жіночої статі у місті припадало 142,9 чоловіків;  на 100 жінок у віці від 18 років та старших — 143,8 чоловіків також старших 18 років.
За межею бідності перебувало 12,5 % осіб, у тому числі 0,0 % дітей у віці до 18 років та 30,0 % осіб у віці 65 років та старших.
Цивільне працевлаштоване населення становило 17 осіб. Основні галузі зайнятості: будівництво — 35,3 %, роздрібна торгівля — 17,6 %, освіта, охорона здоров'я та соціальна допомога — 17,6 %.